# Fort Nassau (Banda)

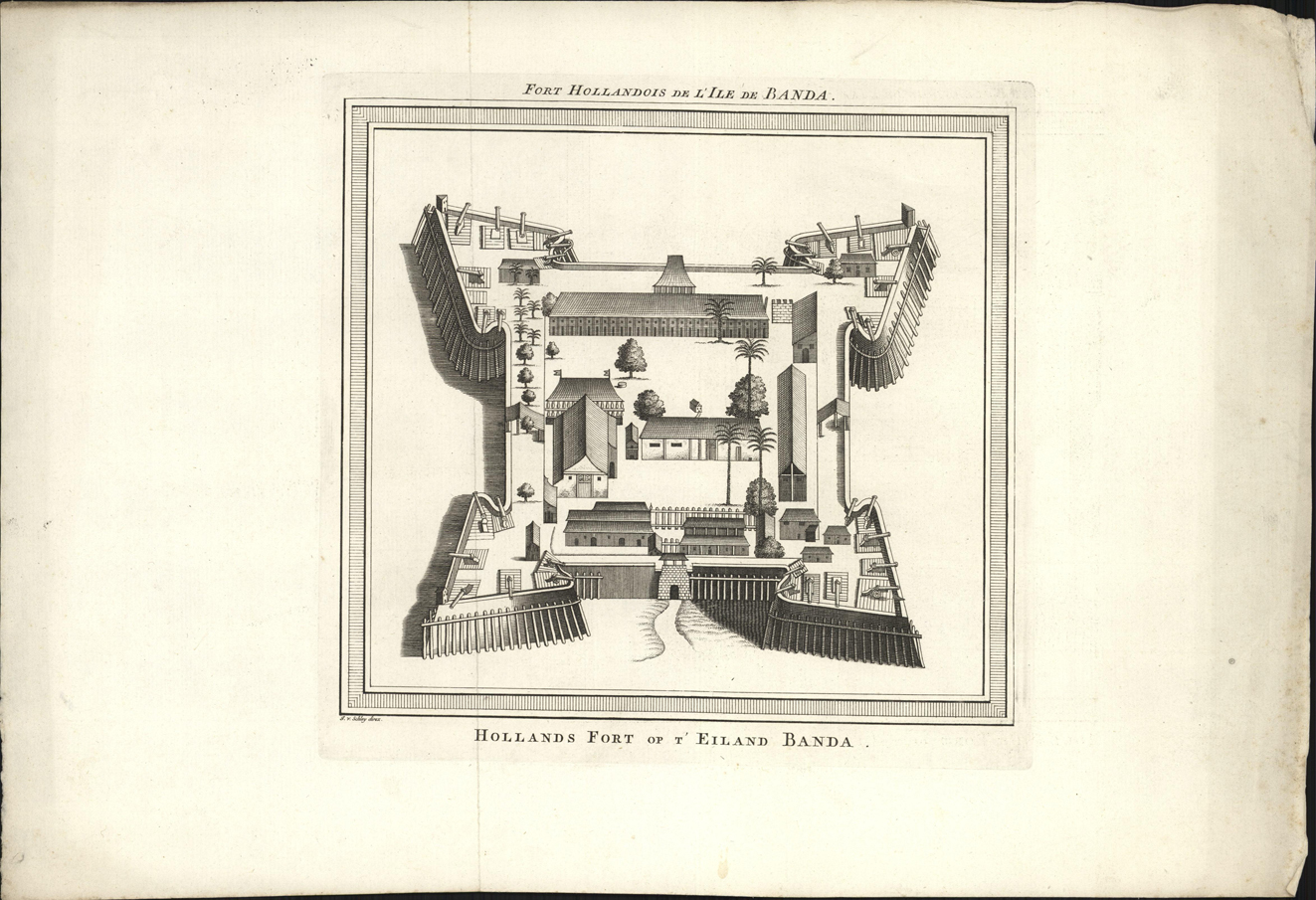
Fort Nassau te Banda

Fort Nassau was het eerste Nederlandse fort gebouwd op het eiland Banda Neira, het hoofdeiland van de Banda-eilanden, onderdeel van de Molukken in Indonesië, voltooid in 1609. Het doel was om de handel in nootmuskaat te controleren, die toen alleen op de Banda-eilanden werd verbouwd.

## Geschiedenis
De Portugezen hadden eerder geprobeerd om in 1529 op deze locatie een fort te bouwen, maar nadat ze de funderingen hadden gelegd, verlieten ze het werk vanwege vijandigheid van de Bandanezen.
Op 25 april 1609 stuurde de Nederlandse vlootcommandant, admiraal Verhoeven, 750 soldaten aan land om te beginnen met hun fort, waarbij ze de Portugese funderingen als locatie kozen. De Bandanezen, bedreigd door het nieuwe fort en de kracht van de Nederlandse aanwezigheid, en tegen het Nederlandse plan om de Bandanese nootmuskaatindustrie te monopoliseren, vielen de Nederlanders aan en doodden admiraal Verhoeven en 40 van zijn mannen.

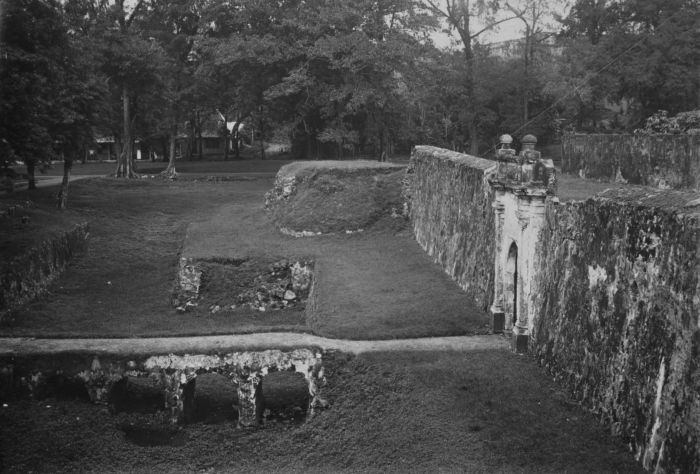
Ruïne van Fort Nassau op Banda

De Nederlanders haastten de voltooiing van het fort, en het diende als hun belangrijkste administratieve en militaire basis in de Banda-eilanden, later aangevuld met andere forten op Banda Besar, Forten Hollandia en Concordia, en Ai, Fort Revenge.
Fort Nassau was een grote vier-bastion quadrilaterale structuur, gelegen bij het kanaal tussen de eilanden Banda en Banda Besar. Tegenwoordig wordt Fort Nassau overzien door het indrukwekkendere Fort Belgica. Het is momenteel beschadigd en vervallen, maar twee bastions en substantiële muren zijn nog steeds te zien.